# 鹤虱
鹤虱（学名：Lappula myosotis）为紫草科鹤虱属的植物。分布于北美洲、欧洲、俄罗斯、阿富汗、巴基斯坦以及中国大陆的西北部、内蒙古、华北等地，生长于海拔540米至3,800米的地区，常生长在草地或山坡草地。